# Bignay
Bignay är en kommun i departementet Charente-Maritime i regionen Nouvelle-Aquitaine i västra Frankrike. Kommunen ligger  i kantonen Saint-Jean-d'Angély som ligger i arrondissementet Saint-Jean-d'Angély. År 2022 hade Bignay 363 invånare.

## Befolkningsutveckling
Antalet invånare i kommunen Bignay
Referens:INSEE